# The Pets Factor
The Pets Factor is een Britse documentaireserie voor kinderen, uitgezonden op CBBC van 20 juni 2017 tot en met 8 augustus 2021. De serie, geproduceerd door True North Productions, volgt het werk van vier dierenartsen in het Verenigd Koninkrijk: Rory Cowlam, Cheryl Lucas, Cat Henstridge en James Greenwood. Stacey Dooley presenteerde de eerste vier seizoenen, waarna de dierenartsen de rol onderling op zich namen. De nieuwe dierenarts, Fabian Rivers, sloot zich aan bij seizoen 7.